# 순수박물관 (박물관)
순수박물관(튀르키예어: Masumiyet Müzesi)은 튀르키예 이스탄불 베이욜루에 있는 박물관이다. 소설가 오르한 파무크의 동명 소설의 이름을 따서 설립했으며, 박물관은 소설의 두 가족의 이야기를 중심으로 만들어졌다.